# Gaius Caesius Aper
Gaius Caesius Aper (vollständige Namensform Gaius Caesius Titi filius Clustumina Aper) war ein im 1. Jahrhundert n. Chr. lebender Angehöriger des römischen Ritterstandes (Eques), der in den Senatorenstand aufstieg. Durch eine Inschrift, die in Sestinum gefunden wurde, ist seine Laufbahn bekannt.
Aper war zunächst Kommandeur (Praefectus) einer Cohors Hispanorum equitata. Durch ein Militärdiplom, das auf den 2. Juli 61 datiert ist, ist belegt, dass er im Jahr 61 Kommandeur einer Cohors II Hispanorum war, die zu diesem Zeitpunkt in der Provinz Illyricum stationiert war.
Im Anschluss diente er als Tribunus militum. Vermutlich unmittelbar nach seiner Dienstzeit als Tribun wurde er in den Senatorenstand aufgenommen. Danach übte er (in dieser Reihenfolge) die folgenden Ämter aus: Quaestor pro praetore in der Provinz Pontus et Bithynia, Aedilis plebis Ceriali, Praetor und zuletzt Legatus pro praetore in der Provinz Sardinia.
Aper war in der Tribus Clustumina eingeschrieben.

## Cohors  II Hispanorum
Es gab mehrere Einheiten mit dieser Bezeichnung (siehe Cohors II Hispanorum). Margaret M. Roxan und Florian Matei-Popescu, Ovidiu Țentea ordnen Aper der Cohors II Hispanorum (Dacia Porolissensis) zu, die im 2. Jhd. in der Provinz Dacia Porolissensis stationiert war. John Spaul ordnet ihn dagegen der Cohors II Hispanorum (Germania superior) zu, die im 2. Jhd. in Germania superior stationiert war.